# Аба II
Мар Аба II (также Ава II, Ава бар Брих Севьянех; сир. ܡܪܝ ܐܒܐ; 641 — 751, Вех-Ардашир) — католикос-патриарх Церкви Востока с 741 года по 751 год. Для отличия от своего предшественника, также носившего имя Мар Аба, он предпочитал именоваться «Ава». На период деятельности Абы II пришлось правление халифа Абдуль-Малика ибн Марвана (646—705); в это время усилилась антихристианская пропаганда, с которой яростно полемизировал пожилой католикос.

## Биография
Родился в окрестностях Кашкара, впоследствии став епископом этого города. После смерти католикоса Петиона в 741 году стал местоблюстителем престола Селевкии-Ктесифона, а затем был избран католикосом-патриархом Церкви Востока. Первоначально у Абы II сложились напряжённые отношения с наместником Ирака Юсуфом ибн Умаром ас-Такафи (738—743), хотя впоследствии отношения между ними наладились. На шестом году его патриаршества возник конфликт между Абой и духовенством Селевкии-Ктесифона (сохранилось послание Мар Авы персоналу Селевкийской богословской школы). Католикос удалился в монастырь в Васите на год и вернулся в Селевкию-Ктесифон после того, как конфликт был улажен. Долгое отсутствие патриарха Абы II привело к исключению его имени из диптихов, однако после примирения с паствой он вернулся на патриарший престол. При условии правдивости источников, Мар Аба II умер в 751 году, в возрасте 110-ти лет и был похоронен в Селевкии-Ктесифоне.

## Сочинения
Мар Аба II является автором сохранившегося послания преподавателям и ученикам Селевкийской богословской школы. Ава также был автором комментариев на сочинения Григория Богослова, комментария к «Органону» Аристотеля, «Книги начальников» (возможно содержавшей перечень мусульманских правителей Ирака), которые не сохранились. Мар Абе принадлежат также сохранившиеся фрагменты гомилетических сочинений, вошедшие в восточно-сирийский сборник «Сад наслаждений» (Gannat Bussāme). Эти произведения представляют жанр экзегетических прозаических проповедей, в которых выражено значительное влияние греческой риторики. Экзегеза Мар Абы II испытала влияние со стороны Феодора Мопсуэстийского, а также Иоанна Златоуста и древней традиции Эдесской школы.

### Полемика с исламом
Проповеди Мар Абы являются примерами ранней апологетической полемики в ответ на исламскую критику христианских догматов (Троица и божественность Христа). Комментируя текст Священного Писания (Мф. 1:18-25) Мар Аба говорит о плотском (и приснодевстве Девы Марии) и божественном рождении Иисуса. Критика тех, кто «не принимает в своём «исповедании» (syāmā) слово «рождение» (yaldā) обращены против 112-й суры Корана («Аллах, вечный, не родил и не был рожден»). По мнению Мар Абы слова Нового Завета (Ин. 20:17) содержат полемику с «арабами, живущими в наши дни» и отрицающими божественную природу Иисуса. Полемические отрывки сборника «Сад наслаждений» могут рассматриваться в качестве одних из самых ранних примеров христианских полемических текстов в адрес ислама.